# Stegnaster inflatus
Stegnaster inflatus is een zeester uit de familie Asterinidae.
De wetenschappelijke naam van de soort werd in 1872 gepubliceerd door Frederick Wollaston Hutton.